# Puente El Roncador
Most El Roncador (špansko Puente El Roncador) je eden največjih infrastrukturnih projektov v departmaju Bolívar v Kolumbiji. Predstavlja povezovalno cesto, ki povezuje Magangué in Mompox s preostalo državo, naložba v višini 237.000 milijonov kolumbijskih pesosov z dolžino 12 kilometrov, ki se začne v okrožju Yatí v občini Magangué do pristanišča La Bodega v občini Cicuco.

## Zgodovina
Aprila 2015 je deset konzorcijev oddalo predloge Fondo de Adaptación del Gobierno Nacional za izvedbo cestne povezave Yatí-Bodega. Dela so se začela februarja 2016.
Cestni kompleks je bil dan v obratovanje 30. marca 2020, da bi zagotovili prehodnost in povezanost skupnosti ter olajšali prenos blaga in storitev med obvezno preventivno izolacijo, ki jo je določila nacionalna vlada v okviru krize s koronavirusom v državi.

## Opis
Projekt Yatí - Bodega je sestavljen iz 12-kilometrskega cestnega sistema, na katerem sta bila zgrajena dva mostova. Delo je sestavljeno iz naslednjih komponent:
- Izboljšanje 3 kilometre sedanje ceste med Yatíjem in Santa Lucío.
- Most Santa Lucía dolžine 1 kilometer.
- Cesta Isla Grande (Talaigua Nuevo) dolžine 2,7 kilometra.
- Most Roncador, eden najdaljših v državi, dolg 2,3 kilometra.
- Cesta, ki povezuje Puente Roncador z okrožjem La Bodega, dolga 2,9 kilometra.

Od okrožja Yatí v Maganguéju se začne prvi cestni odsek projekta, dokler ne doseže okrožja Santa Fe; nato se v odseku, imenovanem Puerto Santa Fe, začne prvi most čez reko Magdalena, ki se imenuje Puente Santa Lucía in doseže Isla Grande. Ta otok prečka cesta, ki doseže odsek, znan kot pristanišče Isla Grande, kjer se začne Most Roncador, dokler ne doseže odseka, znanega kot Roncador (od tod tudi ime tega mostu), blizu ustja reke Chicagua z reko Magdalena. Končno, na vrhu mostu odseka Roncador, se začne tretji odsek ceste do pristanišča La Bodega.